# Rafael Miranda
Rafael Miranda da Conceição, noto semplicemente come Rafael Miranda (Belo Horizonte, 11 agosto 1984), è un ex calciatore brasiliano, di ruolo centrocampista.

## Caratteristiche tecniche
È un mediano.

## Carriera

### Club
È cresciuto nelle giovanili del Atlético Mineiro.
Dal 2010 al 2013 ha militato in Portogallo nel Marítimo, collezionando 94 presenze e 5 reti nella massima divisione. Dopo alcuni anni in Brasile, ha fatto ritorno in Europa nel 2016, firmando per il Vitória Guimarães.

## Statistiche

### Presenze e reti nei club
Statistiche aggiornate al 3 giugno 2017.
| Stagione        | Squadra           | Campionato      | Campionato | Campionato | Coppe nazionali | Coppe nazionali | Coppe nazionali | Coppe continentali | Coppe continentali | Coppe continentali | Altre coppe | Altre coppe | Altre coppe | Totale | Totale |
| Stagione        | Squadra           | Comp            | Pres       | Reti       | Comp            | Pres            | Reti            | Comp               | Pres               | Reti               | Comp        | Pres        | Reti        | Pres   | Reti   |
| --------------- | ----------------- | --------------- | ---------- | ---------- | --------------- | --------------- | --------------- | ------------------ | ------------------ | ------------------ | ----------- | ----------- | ----------- | ------ | ------ |
| 2009            | Athl. Paranaense  | A               | 29         | 0          | CB              | 0               | 0               |                    | -                  | -                  |             | -           | -           | 29     | 0      |
| gen.-giu. 2010  | Marítimo          | PL              | 9          | 1          | TP+TL           | 0               | 0               |                    | -                  | -                  |             | -           | -           | 9      | 1      |
| 2010-2011       | Marítimo          | PL              | 29         | 0          | TP+TL           | 1+2             | 0               |                    | -                  | -                  |             | -           | -           | 32     | 0      |
| 2011-2012       | Marítimo          | PL              | 28         | 1          | TP+TL           | 3+4             | 0               |                    | -                  | -                  |             | -           | -           | 35     | 1      |
| 2012-2013       | Marítimo          | PL              | 28         | 3          | TP+TL           | 1+2             | 0+1             |                    | -                  | -                  |             | -           | -           | 31     | 4      |
| Totale Maritimo | Totale Maritimo   | Totale Maritimo | 94         | 5          |                 | 13              | 1               |                    | -                  | -                  |             | -           | -           | 107    | 6      |
| 2013            | Bahia             | A+BAI           | 25+0       | 1+0        | CB              | 0               | 0               |                    | -                  | -                  |             | -           | -           | 3      | 0      |
| 2014            | Bahia             | A+BAI           | 30+9       | 1+0        | CB              | 2               | 0               |                    | -                  | -                  |             | -           | -           | 3      | 0      |
| Totale Bahia    | Totale Bahia      | Totale Bahia    | 55+9       | 2+0        |                 | 2               | 0               |                    | -                  | -                  |             | -           | -           | 66     | 2      |
| 2015            | ABC               | B+POT           | 26+4       | 2+0        | CB              | 1               | 0               |                    | -                  | -                  |             | -           | -           | 31     | 2      |
| 2016            | Ferroviária       | PAU             | 14         | 1          | CB              | 3               | 0               |                    | -                  | -                  |             | -           | -           | 17     | 1      |
| 2016-2017       | Vitória Guimarães | PL              | 19         | 2          | TP+TL           | 3+0             | 0               |                    | -                  | -                  |             | -           | -           | 40     | 0      |
| Totale carriera | Totale carriera   | Totale carriera | 250+       | 12+        |                 | 22+             | 1+              |                    | -                  | -                  |             | -           | -           | 272+   | 13+    |

## Palmarès
- Campionato Baiano: 1

Bahia: 2014